# Муми-дол (серия мультфильмов)
«Муми-дол» — цикл советских мультфильмов студии «Свердловсктелефильм», выполненных в технике перекладки с элементами кукольной и рисованной мультипликации. Снято по мотивам сказки финской писательницы Туве Янссон «Шляпа волшебника»:
1. 1980 — «Всё дело в шляпе», 15 мин. 30 сек.
2. 1981 — «Лето в Муми-доле», 20 мин.
3. 1983 — «В Муми-дол приходит осень», 16 мин. 37 сек.

Телепремьера на Свердловском телевидении и ЦТ состоялась во время весенних школьных каникул в 1980 году.

## Создание сериала
Данная серия стала второй по счёту советской экранизацией сказок Туве Янссон после кукольной трилогии 1978 года. В отличие от других известных экранизаций, в этой внешний вид многих персонажей сильно отличается от оригинальных иллюстраций Янссон. Решение изменить облик было вызвано тем, что Анатолий Аляшев задумал для мультфильма жизнерадостный и энергичный тон, в который классический облик совершенно не вписывался: «непропорциональные чудаковатые существа с грузными телами, маленькими ножками и короткими ручками, так что до носа дотянуться не могли». Новый облик муми-троллей нарисовала книжный иллюстратор Евгения Стерлигова, а музыку написал оперный композитор Владимир Кобекин. Почти все персонажи являются двухмерными нарисованными, и лишь Волшебника изображает трёхмерная кукла.
Был написан сценарий к четвёртой серии про зиму в Муми-доле, однако производство было остановлено из-за остановки финансирования.
- автор сценария и режиссёр: Анатолий Аляшев
- художник-постановщик: Евгения Стерлигова
- композитор: Владимир Кобекин
- оператор: Владимир Рожин
- звукооператор: Борис Берестецкий
- монтажёр: Л. Туровец
- редактор: Валерий Хайдаров
- директор картины: Юрий Рожин, Л. Дема

## Роли озвучивали
- Николай Литвинов — Муми-папа, рассказчик
- Всеволод Ларионов — Муми-папа, Хемуль, Ондатр
- Ирина Потоцкая — Муми-тролль
- Наталья Литвинова — Муми-мама
- Зинаида Нарышкина — Кукушка
- Галина Иванова — Фрёкен Снорк
- Анатолий Щукин — Снусмумрик, Хемуль, Муравьиный лев
- Агарь Власова — Снусмумрик
- Светлана Харлап — Снифф
- Александр Очеретянский — Хемуль, Ондатр, Морра
- Рогволд Суховерко — Чёрный Волшебник
- Галина Кордуб — Морра

## Выставки
- С 18 декабря 2012 до 1 апреля 2013 Екатеринбург отметил 30-летие мультфильма юбилейной выставкой «Муми-дол от Я до А»[1][2].

## Награды
Анатолий Аляшев награждён призами на фестивалях:
- 1980 «Всё дело в шляпе» (цикл «Муми-дол») — Приз жюри Всесоюзного фестиваля телефильмов в Ереване
- 1983 «В Муми-дол приходит осень» (цикл «Муми-дол») — Приз жюри XII Всесоюзного фестиваля телефильмов в Киеве

## Издания
- Серия мультфильмов «Муми-дол» издавался на диске «Шляпа Волшебника» в формате: MPEG-4 Video.